# Instituto Nacional de Cinema Educativo
O Instituto Nacional de Cinema Educativo (INCE), foi criado no Brasil durante o governo de Getúlio Vargas, em 1 de março de 1936, porém só foi instituído em 1937. Seu fundador foi Edgar Roquette-Pinto, pioneiro na radiodifusão brasileira, que também dirigiu a instituição até 1950.
O instituto possuía forte influência dos regimes de propaganda Nazifascistas, instaurados na Alemanha e Itália na década de 30. Sendo assim, seu principal objetivo era propagar o ideário estado novista - disseminar uma ideologia fundamentada no pensamento autoritário, nacionalista e intervencionista - e ampliar o acesso da população brasileira a informação. 

## História
O Instituto Nacional de Cinema Educativo, INCE, foi inaugurado em 1936, com a autorização do atual presidente Getúlio Vargas e institucionalizado em 1937. Teve Edgar Roquette-Pinto seu fundador e primeiro diretor. Ele que era médico, antropólogo e sobretudo um entusiasta do uso das “novas tecnologias” (cinema e rádio), como forte ferramenta educativa. Roquette-Pinto escolheu como diretor técnico do órgão, ou seja, o responsável pela direção e produção dos filmes, o cineasta Humberto Mauro, cargo que ocupou até a década de 1960, superando a longevidade de Edgar, que se desligou do instituto em 1947. Os diretores possuíam um bom alinhamento de ideias, pois ambos relacionavam o cinema como um forte meio de instrução para a população brasileira. O resultado da longevidade de Humberto Mauro no cargo foi a produção de cerca de 357 filmes, com duração entre  cinco e vinte minutos, para que fossem encaixados no horário escolar.
A criação do instituto ocorreu durante o mandato do Ministro Gustavo Capanema, que estava à frente do Ministério Da Educação e Saúde, o que fez com que o INCE se tornasse subordinado ao ministério. Dessa forma, a relação de subordinação do Instituto ao Ministério foi fator impulsionador para o plano de modernização da educação, utilizando dos filmes educativos com temáticas voltadas para documentários sobre manifestações culturais, científicas, cívicas e a história do Brasil, para difundi-las para as massas através de escolas e exibições públicas. Diante disso, é válido destacar que no período em que o INCE foi criado - Estado Novo -  as propagandas políticas estavam em ascensão devido a expansão dos regimes totalitários Nazifascistas na Europa, que utilizavam do mesmo recurso para manipulação da população e controle dos comportamentos e ideias das massas.
O instituto foi primeiramente instalado na Rua Alcindo Guanabara n° 15, porém, passou a ocupar, em 7 de Setembro de 1936, o prédio n° 45 da rua da Carioca. Nesse mesmo dia 7 de Setembro, o INCE produziu seu primeiro filme sonoro em 16mm, que levava o nome de “Dia da Pátria” (1936), que foi considerado um marco de pioneirismo do instituto, pois até o momento de sua publicação, não eram produzidos filmes sonoros com películas 16mm no Brasil. Até o ano de 1936, o Instituto Nacional de Cinema Educativo editou mais de 150 filmes. 
Durante sua atuação, a fim de controlar as produções, o instituto estabeleceu alguns “postulados”: Todo filme produzido pelo INCE tinha de ser “nítido, minucioso, detalhado e claro”, sem “dubiedades”, facilitando assim a interpretação dos alunos, atentando sempre para o dinamismo do filme, que era um pilar visto como fundamental no cinema. Com isso, uma comissão consultiva foi instituída para unir-se aos órgãos administrativos do INCE. Tinha como objetivo se responsabilizar por todas as questões relacionadas aos filmes educativos, e era composta por artistas técnicos, cientistas e professores, que exerciam as funções de examinar e aprovar os filmes editados pelo instituto e realizar pesquisas de cunho pedagógico e científico.
Além disso, o INCE promovia sessões gratuitas de Cinema Educativo para o público, e as intitulava “Atividades Gerais”. Por meio dessas atividades, mais especificamente pela “Exposição Internacional de Arte Cinematográfica” (1938), o instituto teve a oportunidade de representar o Brasil em um congresso de esfera internacional. Os filmes enviados foram  “Victoria Regia” (1937) e “Céu do Brasil” (1936), e tiveram Veneza como seu destino. A maioria dos filmes produzidos pelo INCE eram curtas metragens em 16mm, opção mais econômica e de mais fácil repercussão, grande parte desses filmes foram dirigidos pelo cineasta Humberto Mauro, durante seu período de atuação no Instituto.
Indo além do desenvolvimento de atividades referentes a cinematografia educativa, edição e produção e uma grande quantidade de filmes e publicação de uma revista especializada, o INCE também criou e manteve Escola de Cinema e promoveu uma Campanha Nacional de Cinema Educativo. Em 22 de Dezembro de 1960, a Escola Nacional de Cinema (ENC) foi criada, pelo decreto de n°49.575, publicado no Diário Oficial de 26/12/1960. Ademais, a Campanha Nacional de Cinema Educativo (Decreto n°51.239), criada em 23 de Agosto de 1961, tinha a finalidade de promover o desenvolvimento do Cinema Educativo por meio de planos de produção, de ajuda técnica e financeira, além de empreendimentos assistenciais. 
Entretanto, mesmo com todas essas medidas, o INCE caminhava para o encerramento de suas atividades. A partir de 1961, o cinema educativo passa a perder força em decorrência do advento da televisão, as mudanças de concepção a respeito da educação e do papel do cinema nacional passaram a exercer mais influência, e com isso, em 18 de Novembro de 1966, a extinção do INCE foi confirmada por meio da criação do Instituto Nacional de Cinema (INC), pelo Decreto-Lei n°43.

## Objetivos e Missão
O Instituto Nacional de Cinema Educativo (INCE) tinha como principal missão a grande difusão de filmes educativos, científicos e culturais, pois por meio dela seria possível a criação de um ideal civilizatório, pois o recurso audiovisual era de amplo alcance e conseguiria atingir uma grande massa de pessoas, independentemente de seu nível de escolaridade. 
Por isso, foram criadas campanhas de distribuição de filmes que promoviam a saúde pública, com temáticas a respeito de higiene e prevenção de doenças, a educação em massa, que eram usadas como ferramentas pedagógicas em campanhas tanto em escolas quanto em locais públicos, a valorização da cultura brasileira, exibindo a diversidade cultural e étnica do país.
Ademais, o INCE também tinha como missão a criação de uma identidade nacional coletiva, que despertasse orgulho nos brasileiros e, consequentemente, legitimasse os ideais autoritários do Estado Novo, através do mecanismo da propaganda. Ou seja, além das modalidades educativas, que democratizaram o acesso a informações, também existia a modalidade nacionalista, que difundia os valores cívicos e patrióticos, os relacionando com os projetos políticos da atual forma de governo de Getúlio Vargas. 
Além dos objetivos ideológicos, o Instituto também possuía finalidades formais, como exemplo: Manter uma filmoteca educativa, organizar e editar filmes educativos brasileiros, editar discos ou filmes sonoros (como aulas, conferências e palestras de professores e artistas notáveis,), permutar cópias dos filmes editados ou de outros, que sejam de sua propriedade, permutar discos ou filmes sonoros que falam a letra "d", publicar uma revista consagrada à educação pelos modernos processos técnicos: Cinema, fonógrafo, rádio, etc. 

## Atuação e Produção
O Instituto Nacional de Cinema Educativo atuava na utilização do cinema como ferramenta educativa de amplo alcance, por meio da produção e distribuição de filmes educativos, científicos, culturais, documentais e de propaganda. Os filmes produzidos eram em películas 16mm e 35mm, respectivamente, por seu menor custo e maior acessibilidade, a aquisição desses materiais era feita no mercado brasileiro, para filmes silenciosos, e no mercado estrangeiro, para filmes sonoros. A película 16mm era usada, majoritariamente, em produções de menor custo e maior escala reprodutiva, como os filmes educativos, reproduzidos em escolas. Vale ressaltar que, ainda não tinham registros de filmes sonoros em tamanho escolar (16mm) feitos no Brasil, o INCE foi pioneiro nessa prática. Já a película 35mm era utilizada em produções de maior custo e qualidade técnica, que tinham maior alcance, como campanhas de saúde e higiene em casas de exibição pública de todo país. Conforme os documentos da Filmoteca do Instituto, é evidente que os filmes 16mm representaram um grande investimento. Isso se dá pelo menor custo das fitas, da aquisição de projetores e também pela maior capacidade de armazenamento de rolos, em comparação às fitas 35mm.
A distribuição dos filmes era em larga escala. Para isso, foram criadas diversas cinematecas educativas em escolas e instituições públicas, eram realizadas projeções móveis de filmes educativos pelo país, com a finalidade de acessar áreas mais remotas do Brasil, além disso, o INCE também possuía parcerias com cinemas comerciais, que exibiam os filmes do instituto em horários alternativos.

## Estrutura
O INCE possuía uma estrutura de organização dividida em quatro seções subordinadas ao diretor: 1- expediente, dividido em secretaria, contabilidade, biblioteca e arquivo; 2- plano, dividido em edição de filmes de 16 e 35 mm, sonorização e modificação dos filmes adquiridos, adaptações, instruções, demonstrações aos professores, redação de roteiros e notas, publicações - Revista do I.N.C.E. Auditorium; 3-  execução, dividido em filmagem de 16 mm silencioso e sonoro, filmagem de 35 mm silencioso e sonoro, sonorização de 16 a 35 mm, redução de 35 para 16 mm, cópia de 16 mm, sonoro, adaptação de aparelhos, fonografia, laboratório de pesquisa e ensaios, micro-cinematografia, diafilmes; 4- distribuição, dividido em circulação e distribuição de filmes, cadastro dos estabelecimentos de ensino e de cultura, filmoteca, diafilme, discoteca e revisão e reparo dos filmes.

## Principais Temáticas
O INCE produziu e distribuiu centenas de filmes entre 1930 e 1980. Eram, majoritariamente, curtas-metragens mudos e não-ficcionais com vertente educativa,  tendo em vista sua função de documentar atividades científicas e culturais para formação popular. Os filmes eram fundamentais para disseminar o conhecimento em um país com grandes desigualdades regionais e, assim, integrá-las. Para isso, contavam com o talento de Humberto Mauro, que desenvolveu desde filmes didáticos até ilustrações de clássicos da literatura, como “Um Apólogo”(1939), com base em Machado de Assis, e de passagens históricas, como o média-metragem “Bandeirantes” (1940), trazendo um nacionalismo enraizado em suas obras. Os filmes produzidos focavam em saúde, educação, ciência, geografia, história,  civismo e cultura nacional, temas de diversas áreas do conhecimento que despertavam interesse público e, principalmente, fomentavam o espírito nacionalista do Estado Novo (1938-1945), que, como comentado anteriormente, foi inspirado nos regimes nazifascistas instalados na Alemanha e na Itália, que as utilizavam da cinematografia como um meio de difusão de valores e como forma auxiliar de ensino.
Desse modo, os filmes não ficcionais produzidos pelo INCE tinham temas recorrentes de educação moral e cívica, em que abordavam patriotismo, o civismo e a identidade nacional, alinhados com o projeto do Estado Novo, por meio de figuras históricas nacionais como Tiradentes, Dom Pedro II, ou retratando passagens históricas como o filme “O Descobrimento do Brasil” (1937), uma superprodução nacional histórica. Além disso, foi bastante abordada a valorização da cultura popular e das instituições nacionais, como nos filmes “Museu Nacional” (1960) e “Linguagem da Dança” (1966). Isso era feito, também, com filmes sobre a Geografia brasileira em que retratavam as regiões do Brasil em termos físicos e culturais, retratando os povos indígenas, o folclore e as tradições populares, e as riquezas naturais do território nacional sobre sua fauna e flora, buscando, assim,  uma maior integração cultural, formando uma unidade nacional dentro da diversidade, o que ocorre nos filmes “O Puraquê” (1939), “Victoria Regia” (1937) e, mais tarde, “Fala Brasília” (1966).
Haviam, também, filmes que abordavam a ciência e a tecnologia, muito comuns para acompanhar o impulso desenvolvimentista do Estado, com filmes que explicam fenômenos químicos, físicos e biológicos e introduzindo temas dessas áreas em conteúdos voltados para o currículo escolar, um exemplo é o curta “O Oxigênio” (1958) e  “Miocárdio em cultura” (1942). Assim, temas sobre trabalho e o desenvolvimento eram recorrentes,  buscando acompanhar o mundo futurista da época em documentários sobre agricultura, indústria e infraestrutura, incentivando o progresso e a modernização do país, como “Instituto de Puericultura Martagão Gesteira” (1954),  “Montagem de Motor” (1942) e “O Ensino Industrial no Brasil” (1945). A saúde pública também era muito presente em filmes que buscavam prevenir doenças e educar a população sobre normas de higiene, além de retratar o saneamento básico e incentivar a vacinação, como a duologia de curtas “Febra Amarela I” (1938) e “Febre Amarela II” (1938).
Essa produção ocorreu até o fim da Segunda Guerra, sendo o documentário brasileiro, até então,  formado por filmes educativos e oficiais, ou, então, dentro dos cinejornais, também criados na época e, alguns produzidos pelo INCE junto com o DIP (Departamento de Imprensa e Propaganda), que passavam antes da sessão dos filmes.  
Principais filmes:
- “O Descobrimento do Brasil” (1937);

- “Museu Nacional” (1960);
- “Linguagem da Dança” (1966);
- “Orchideas” (1937);
- “O Puraquê” (1939);

- “Victoria Regia” (1937);
- “O Oxigênio” (1958);
- “Papagaio” (1937);
- “Flôres do campo” (1943);
- “A Balata” (1936);
- “Miocárdio em cultura” (1942);
- “O Ensino Industrial no Brasil” (1945);
- “Instituto de Puericultura Martagão Gesteira” (1954);
- “Montagem de Motor” (1942);
- “O café: história e penetração no Brasil” (1958);
- “Fala Brasília” (1966);
- “Febra Amarela I” (1938);
- “Febre Amarela II” (1938);
- “Inflação” (1966);
- “Um Apólogo”(1939);
- “Bandeirantes” (1940);
- etc.[7]

## Impacto e Legado
O INCE foi o primeiro órgão público voltado para o cinema no Brasil, tanto em sua produção, organização e difusão, influenciando o surgimento dos posteriores: INC e  Embrafilme, além dos mais recentes Concine e Ancine. Por isso, o instituto teve um impacto muito importante no desenvolvimento da indústria cinematográfica brasileira, ao ser o primeiro a organizar a produção, o mercado exibidor e a importação de filmes estrangeiros. Na preservação audiovisual, o INCE fundou a Cinemateca Brasileira, órgão que, até hoje, preserva e restaura o patrimônio cinematográfico nacional. Assim, as obras de Humberto Mauro não representam apenas uma qualidade estética, mas um momento importante na nossa história em que havia uma forte relação entre cinema e Estado. Isso gerou impacto na produção cinematográfica nacional, principalmente, de filmes educativos, além de terem incentivado a divulgação científica. Também influenciaram projetos posteriores que ocorrem até hoje, como TV Escola e produções audiovisuais do Ministério da Educação.  Além disso, mudaram a concepção sobre o papel social do cinema, propondo um cinema com utilidade social, o que influenciou posteriores movimentos como o Cinema Novo. 
Além disso, o instituto formou uma linguagem audiovisual brasileira, ajudando na alfabetização cinematográfica e visual da população, principalmente aos filmes educativos e documentais. É importante ressaltar a democratização do acesso audiovisual impulsionada pelo INCE, pois, já que tinha como objetivo integrar um país com dimensões continentais como o Brasil, introduziu o cinema nas escolas e em cinejornais de forma gratuita em vilarejos e cidades interioranas sem acesso a salas de cinema. Assim, introduziu o cinema na educação pública, levou conteúdos científicos e culturais para áreas sem acesso e incentivou tornar o audiovisual em um instrumento educativo e pedagógico, para tornar aulas mais dinâmicas e de melhor assimilação.
Os filmes produzidos na época são, hoje, considerados documentos históricos que representam diversos momentos da sociedade brasileira e ela em si, ao ser responsável por construir uma unidade da identidade nacional, antes dispersa pelos diversos estados brasileiros e suas diferenças. Assim, esses filmes contribuíram para a criação e solidificação de um imaginário social brasileiro que influencia o corpo social até hoje na maneira que ele vê a si mesmo e ao mundo ao seu redor.
Comentado anteriormente, o INCE, além de produzir uma grande quantidade de filmes e publicar uma revista especializada, o instituto também influenciou o ensino de cinema no Brasil, ao manter a Escola Nacional de Cinema (ENC). Essa escola ministrava o ensino médio técnico que visava a habilitação para o desempenho de atividades artísticas e cinematográficas, para fomentar essa indústria, o que impacta até hoje na relevância e importância dos cursos de Cinema e Audiovisual no Brasil. Além disso, promoveu uma Campanha Nacional de Cinema Educativo, a qual buscava desenvolver o cinema educativo com ajuda técnica e financeira, impactando na importância do incentivo da produção audiovisual nacional por parte dos órgãos públicos.

## Críticas e Controvérsias
Apesar de ter sido importantíssimo para o cinema brasileiro, há muitas críticas e controvérsias que giram em torno do INCE. Isso pois o órgão foi utilizado como um aparelhamento ideológico, um veículo de propaganda e educação voltado aos interesses estado novistas, que,  inspirado em governos europeus autoritários, disseminou ideias de civismo, obediência e nacionalismo, para criar uma antropometria da sociedade brasileira, registrando e frisando os aspectos nacionais com um forte viés ideológico, por uma visão higienista e positivista.  
O nacionalismo cultural de Roquette-Pinto influenciou uma preocupação cientificista e positivista em Mauro, servindo de base para o discurso popular folclórico, com um olhar colonizador sobre as camadas populares e interioranas do país, que reforça a estética do “Feio e Sujo” muito presente nos filmes brasileiros, principalmente no Cinema Novo. Esse olhar colonizador coloca o povo como alvo de instrução, não com um sujeito da narrativa, refletindo a posição civilizatória do governo sobre a pressuposta ignorância das populações rurais, indígenas e marginalizadas. Há, então, uma representação desses grupos por meio do destaque a precariedade, miséria, sujeira e marginalidade, o que surgiu em contraposição ao glamour de Hollywood, mas que transformou o popular em algo a ser dissecado, classificado e estereotipado, silenciando suas vozes e retirando sua subjetividade.
Além disso, esse veículo didático de educação em massa produzia filmes altamente didáticos que só passavam a mensagem desejada, centralizando o conhecimento e  bloqueando o pensamento crítico e a diversidade do que está sendo representado. Então, o INCE acabou por reduzir o cinema a um veículo de controle, em vez de uma arte propícia à reflexão e formação de conclusões subjetivas, notado, até, ao trazer o cinema educacional como algo “útil”, o que desvaloriza as outras formas de cinema e arte. A própria produção foi fisicamente restrita ao Rio de Janeiro e empregava, majoritariamente, intelectuais brancos urbanos, raramente abordando temas da minorias sob uma ótica inclusiva. 
Por outro lado, é necessário entender que, nesse período, utilizar novos recursos para auxiliar o ensino era bastante defendido mundo afora, buscando não apenas produzir como equipar as escolas para que elas se adequassem à modernidade. Assim, apesar de seus olhares enviesados e limitantes da propaganda governamental nacionalista, esse órgão capaz de cobrir todo o território nacional foi uma tentativa de, também, manter o padrão elevado das práticas de ensino.

## Acervos e Preservação
A preocupação com a preservação desses filmes começou a partir dos anos 90, já que na época do regime militar parte de sua produção foi marginalizada ou esquecida, e, hoje, seu acervo é considerado um dos mais importantes da história e da cultura brasileira. Atualmente, a já mencionada Cinemateca Brasileira, criada pelo próprio INCE, recupera e preserva os seus filmes, guardando, também, seus negativos e suas cópias,  além de muitos outros produzidos na história cinematográfica brasileira. Isso ocorre com o apoio do Centro Técnico Audiovisual (CTAv), que recupera, restaura e digitaliza os filmes, disponibilizando os filmes no Banco de Conteúdos Culturais], o qual possui uma coleção apenas de filmes do INCE. Dos mais de 400 títulos do instituto, 218 deles podem ser assistidos online de forma gratuita, o que é resultado de um esforço feito pelo Ministério da Cultura depois dos anos 2000 e da popularização da internet.
Esse livre acesso e esforço para preservação do acervo do INCE é de extrema importância para o registro da memória audiovisual e cultural brasileira. Recuperar esses filmes é acessar uma memória sensível e crítica do país e sua digitalização democratiza o acesso ao conteúdo, permitindo que esse seja acessado como parte do patrimônio audiovisual brasileiro. 